# Golpe de estado na Prússia
O golpe de estado prussiano de 1932 ou Preußenschlag ocorreu em 20 de julho de 1932, quando o presidente do Reich, Paul von Hindenburg, a pedido de Franz von Papen, então chanceler do Reich, substituiu o governo legal do Estado Livre da Prússia por von Papen como comissário do Reich. Um segundo decreto no mesmo dia transferiu o poder executivo na Prússia para o Ministro das Forças Armadas do Reich, Kurt von Schleicher, e restringiu direitos fundamentais.
Papen tinha duas justificativas para o golpe. Uma delas foi que a eleição estadual prussiana de 1932 deixou um parlamento dividido, sem possibilidades viáveis de uma coalizão. Isso levou a um governo interino sob a coalizão que estava no poder antes da eleição, sem um caminho claro para substituí-lo por uma nova coalizão governante. A segunda e principal razão foi que em algumas partes da Prússia ocorreram violentas manifestações de rua e confrontos que Papen disse que o governo interino não conseguia controlar. 
O golpe teve o efeito de enfraquecer a Constituição federalista da República de Weimar e facilitar a centralização do Reich sob Adolf Hitler, depois que ele foi nomeado chanceler em janeiro de 1933. O resultado imediato, no entanto, foi a eliminação da última resistência na Prússia à tentativa de Papen de estabelecer um "Novo Estado", essencialmente um precursor de uma monarquia restaurada. Ao contrário da intenção de Papen, a medida acabou tendo o efeito de facilitar o caminho de Hitler ao poder.

## Contexto histórico

### Discussões sobre uma reorganização do Reich
Desde o final da década de 1920, a relação entre o Reich e a Prússia tem sido objeto de discussão pela Liga para a Renovação do Reich (Bund zur Erneuerung des Reiches), um grupo ao qual von Papen pertencia. O objetivo do círculo, frequentemente chamado de Liga Luterana em homenagem ao seu fundador Hans Luther, ex-chanceler do Reich e presidente do Reichsbank (1930–1933), era fortalecer o poder central do Reich, reorganizar o norte da Alemanha, especialmente a Prússia, que era de longe o maior estado da Alemanha, e criar um regime presidencial autoritário. O programa incluía que o presidente do Reich, o governo do Reich e o Reichstag substituíssem o governo e o parlamento prussianos, e autorizasse o chanceler a nomear comissários provinciais. Supunha-se que a Prússia, contrariamente aos interesses de toda a nação, era um estado que buscava hegemonia dentro da estrutura nacional existente. Foi proposta uma segmentação e desapoderamento abrangentes. 
Em 1928, uma conferência dos estados, composta por membros do gabinete do Reich e todos os ministros de estado presidentes, chegou à resolução conjunta de que a relação entre o Reich e os estados da República era insatisfatória e necessitava de uma reforma fundamental, e que um "forte poder do Reich" era necessário.   Foi nomeado um comité constitucional para elaborar propostas viáveis para a reforma constitucional e administrativa e para uma gestão financeira prudente. 
Em 21 de junho de 1930, as avaliações foram apresentadas. Os quatro pontos principais estabelecidos pelo arquiteto do plano de reforma, Arnold Brecht, então Diretor Ministerial da Chancelaria Estatal Prussiana e mais tarde o principal representante do governo prussiano no processo contra o decreto de emergência, foram os seguintes:
- unir a administração central do governo estadual prussiano com a administração central do governo do Reich
- unir as autoridades centrais do governo estadual prussiano com as do Reich
- eliminar a Prússia como estado
- colocar as treze províncias prussianas, incluindo Berlim, sob o controle direto do governo do Reich como novos estados [5] [6]

O esforço de reforma enfrentou objeções principalmente da Baviera e da Prússia. A Baviera, o segundo maior estado, opôs-se porque temia que a proposta unificasse imediatamente os estados do norte da Alemanha, enquanto o sul ganharia apenas um adiamento de se tornar parte de um Reich unificado e não federal. 
Os desenvolvimentos políticos tornaram a implementação do programa impossível, mas, como escreveu o cientista político Everhard Holtmann, "os elementos centrais do pacote de reformas, como a abolição da condição de estado da Prússia, foram [...] doravante empregues de forma direcionada na luta pelo poder interno". 

### A ideia de Papen de um “Novo Estado”

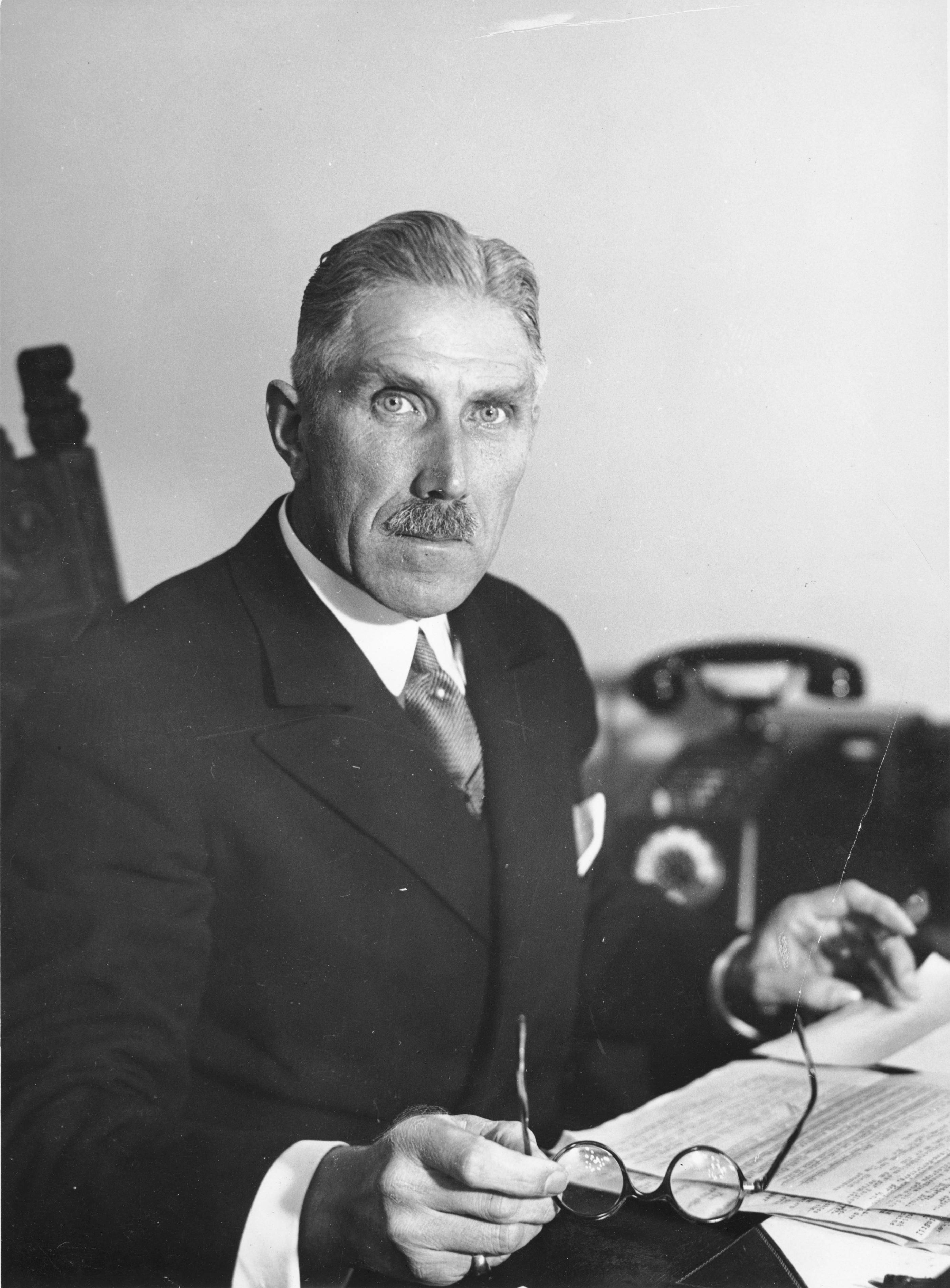
Franz von Papen

A iniciativa de Papen para o golpe prussiano deve ser entendida no contexto do plano para o estabelecimento de um "Novo Estado", um conceito propagado acima de tudo por Walther Schotte - um jornalista e historiador que forneceu a Papen ideias e teorias – e Edgar Jung, advogado e jornalista antidemocrático. Eles não favoreciam os nacional-socialistas, mas queriam criar o precursor de uma monarquia, um regime presidencial autoritário com um chanceler dependente da confiança do presidente e um parlamento severamente limitado em seus direitos, semelhante ao governo sob a constituição do Império Alemão. O objetivo de longo prazo de Papen era restaurar a monarquia Hohenzollern. O 'Novo Estado' deveria estar acima dos interesses particularistas e fornecer a segurança, a ordem e a tranquilidade necessárias ao desenvolvimento econômico. 

## Situação na Prússia após as eleições estaduais de 24 de abril de 1932
O Estado Livre da Prússia era governado desde 1920 por uma coalizão estável do Partido Social-Democrata da Alemanha (SPD), do Partido do Centro Católico e do Partido Democrático Alemão (DDP). Na eleição estadual prussiana de 1932, em 24 de abril, o Partido Nazista (NSDAP) conquistou 162 assentos e o Partido Comunista da Alemanha (KPD) 57, um total de 219 de 423, ou 52%. Todos os outros partidos juntos conquistaram apenas 204 cadeiras, ou 48%. O NSDAP e o KPD não trabalhariam juntos, e nenhum dos outros partidos poderia formar um governo com maioria parlamentar sem o apoio de um dos partidos antidemocráticos, algo que nenhum deles estava disposto a aceitar.  Isso significava que após a renúncia formal do governo estadual anterior – o terceiro gabinete de Otto Braun – permaneceu no cargo em caráter interino, de acordo com o artigo 59 da constituição estadual.  Com as regras parlamentares tendo sido recentemente alteradas para exigir maioria absoluta para a eleição de um ministro presidente, era possível que o governo interino pudesse continuar indefinidamente.  A situação era semelhante à da Baviera, Saxônia, Hesse, Württemberg e Hamburgo, embora o governo do Reich não se preocupasse com elas.

## A abordagem de Papen e Hindenburg
Um governo de centro-direita na Prússia, composto pelo NSDAP (162 assentos) e pelo Partido do Centro (67 assentos), com uma maioria de 53%, era tecnicamente possível. Juntamente com as 31 cadeiras do Partido Popular Nacional Alemão (DNVP), nacionalista-conservador, a coalizão teria tido até 260 das 423 cadeiras. O chanceler do Reich, von Papen, buscou tal coalizão, mas o NSDAP reivindicou o poder apenas para si. Em 7 de junho de 1932, Papen, embora não formalmente autorizado a fazê-lo, pediu a Hanns Kerrl, presidente do parlamento estadual e membro do NSDAP, que substituísse o governo prussiano interino por um eleito, algo que Kerrl não conseguiu garantir devido ao fracasso das negociações de coalizão até aquele momento. 

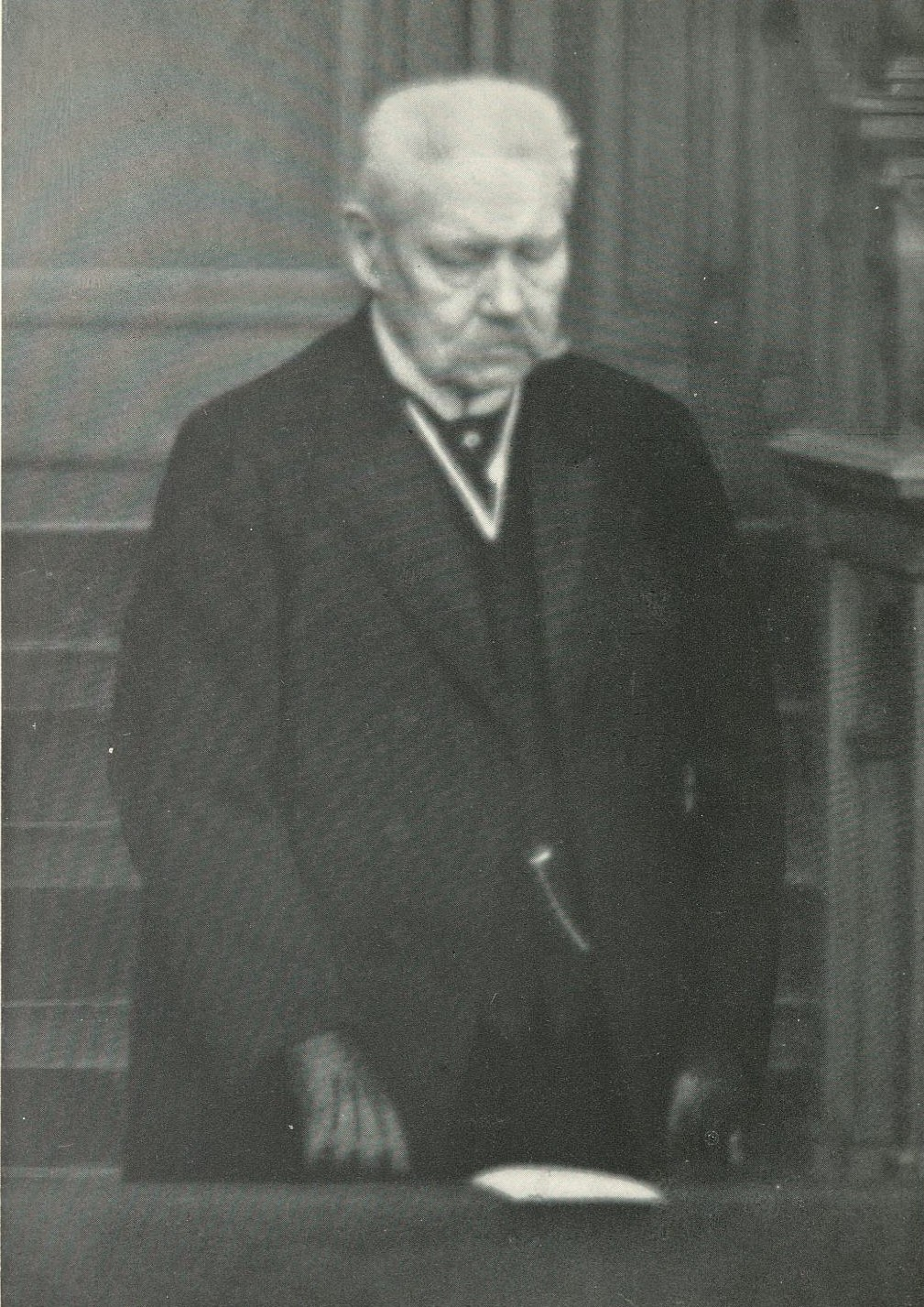
Paul von Hindenburg em 1931

Como resultado, Papen considerou outras possibilidades. A primeira era levar a cabo a tão debatida reforma do Reich, que teria dissolvido ou dividido a Prússia. Como esse caminho só alcançaria seu objetivo a longo prazo, era difícil de ser alcançado e altamente controverso, ele favoreceu outra opção. Ele planejou nomear um comissário do Reich no lugar do governo anterior e impor a nova ordem, se necessário com a ajuda do Reichswehr. 
Para isso ele tinha certos precedentes. O presidente do Reich, Friedrich Ebert, do SPD, emitiu uma ordem de execução do Reich (Reichsexekution) – uma intervenção contra um estado individual liderada pelo governo central para fazer cumprir a lei nacional – durante o Outubro Alemão de 1923. Diante da participação do Partido Comunista em governos de esquerda democraticamente eleitos na Saxônia e na Turíngia, a remoção forçada dos governos foi justificada pelo fato de que a paz e a ordem estavam ameaçadas nos dois estados. 
Papen encontrou uma justificação análoga para a Prússia nos confrontos que culminaram no Domingo Sangrento de Altona, em 17 de julho de 1932, que envolveu a SA Nazista, que tinha acabado de ter a proibição suspensa pelo governo Papen, e os comunistas e seus apoiadores. Os confrontos mortais e a ação policial subsequente diferiram marcadamente da execução do Reich contra a Saxônia em 1923. Na verdade, houve dúvidas sobre a lealdade do governo de esquerda da Saxónia à constituição e sobre a sua vontade de tomar medidas policiais,  mas não havia dúvidas sobre isso no caso da Prússia.
Três dias antes, em 14 de julho, o presidente do Reich, Paul von Hindenburg, a pedido de Papen, assinou um decreto de emergência sem data, de acordo com o Artigo 48 da Constituição de Weimar, que permitia ao presidente do Reich, com a coassinatura do chanceler, tomar as medidas necessárias, incluindo o uso do exército, para restaurar a segurança e a ordem públicas, caso estivessem em perigo. Por meio do decreto, Hindenburg autorizou o Chanceler do Reich a se tornar Comissário do Reich para a Prússia e permitiu-lhe remover o governo prussiano interino do cargo.  Ao não datar o decreto, Hindenburg deixou a Papen a escolha do momento em que faria uso do poder. Papen escolheu 20 de julho.
A terceira opção, que consistiria em esperar e deixar o governo minoritário interino da Prússia no poder e confiar que ele colocaria a situação sob controle mesmo sem uma maioria parlamentar, foi uma opção que Papen não considerou desde o início. 

## Curso do golpe

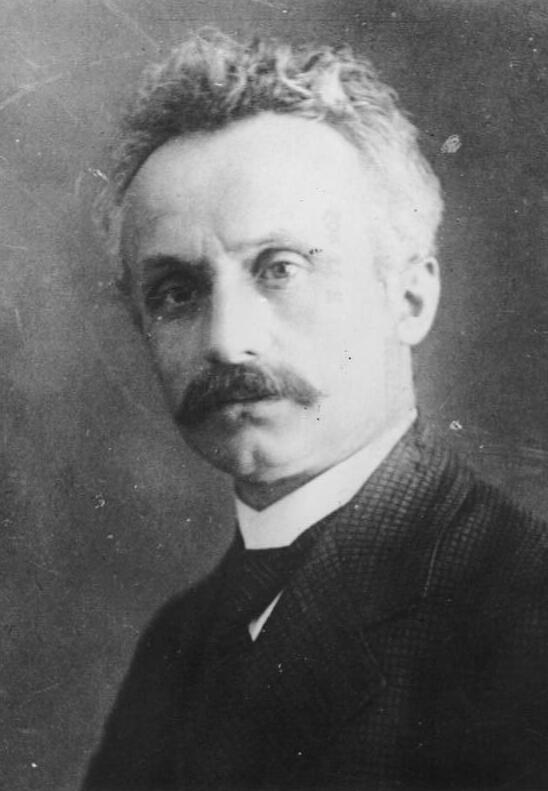
Carl Severing, 1919

Em 20 de julho de 1932, o vice-ministro presidente da Prússia, Heinrich Hirtsiefer, no lugar do ministro presidente interino, mas doente, Otto Braun, juntamente com o ministro do Interior Carl Severing e seu colega do departamento financeiro Otto Klepper, foram ver Papen a pedido deste. Papen informou os ministros constitucionais sobre o decreto Hindenburg que permitiu que ele fosse empossado como comissário do Reich e que o governo interino fosse removido. Ele disse que a medida era necessária porque parecia que "a segurança pública e a ordem na Prússia não poderiam mais ser garantidas". Foi declarado estado de emergência com efeito imediato, e o ministro do Reichswehr foi nomeado titular do poder executivo.  Os representantes da Prússia se opuseram ao golpe, dizendo que o país não havia violado nenhuma de suas responsabilidades sob a constituição do Reich e suas leis, e havia feito tanto pela segurança quanto os outros estados, embora sua jurisdição incluísse as áreas de maior agitação. O governo Braun, portanto, contestou a constitucionalidade do decreto de emergência. Severing respondeu negativamente à sugestão de Papen de que ele renunciasse voluntariamente às suas funções oficiais, dizendo que "só cederia à força". 
Otto Klepper relatou um ano depois, em um ensaio no jornal exilado The New Journal, que esperava que Severing resistisse depois de fazer sua declaração, especialmente porque tanto Papen quanto o Ministro do Interior Wilhelm von Gayl, que também estava presente, pareciam muito incertos.  "Sugeri que suspendêssemos a reunião com Papen por uma hora para discutir mais ações do governo prussiano e fui até a porta. Mas Severing declarou que não tinha mais nada a discutir comigo e permaneceu sentado. Só então — depois que tive certeza de que não haveria resistência– foi dada ao Secretário de Estado Erwin Planck a ordem de pôr em marcha o comando do Reichswehr." 
Na tarde do mesmo dia, Severing, que como ministro do Interior comandava uma força de 90.000 policiais prussianos, deixou-se conduzir para fora de seu gabinete e ministério por uma delegação composta pelo chefe de polícia que Papen havia acabado de nomear e dois policiais. Às 11:30h Papen impôs um estado de emergência militar sob o Reichswehr – uma força nacional de 100.000 homens – e, depois que o governo prussiano recuou, ocupou o Ministério do Interior prussiano, a sede da polícia de Berlim e a sede da Schutzpolizei (polícia protetora). 
O chefe da polícia de Berlim, Albert Grzesinski, seu vice, Bernhard Weiß, e o comandante da polícia de proteção, o político do Partido do Centro, Magnus Heimannsberg, foram detidos e liberados no dia seguinte, após se comprometerem por escrito a não se envolverem mais em atos oficiais. Imediatamente após a demissão do governo estadual, um expurgo em larga escala começou. Vários funcionários que pertenciam aos partidos da coalizão anterior, especialmente o SPD, foram aposentados temporariamente e substituídos por funcionários conservadores, a maioria deles nacionalistas alemães. Esta medida, além de afetar o gabinete de Otto Braun, foi dirigida especialmente contra presidentes provinciais social-democratas e líderes sociais-democratas dentro de organizações policiais. Na sequência de um decreto emitido em 12 de novembro de 1932, aqueles que foram aposentados foram demitidos ou delegados às províncias. Dessa forma, 69 funcionários ministeriais com sentimentos republicanos foram marginalizados. Além dos membros do gabinete Braun, eles incluíam, entre outros, Carl Steinhoff, vice-presidente da província da Prússia Oriental, e Carl Freter, administrador distrital de Calau, em Brandemburgo. 
O expurgo continuou até 1933. Com intervenções direcionadas contra a polícia, especialmente a polícia política, uma parte essencial do aparato de poder na Prússia já havia sido "limpa" antes da chancelaria de Adolf Hitler. Não houve praticamente nenhuma resistência, principalmente porque a direcção executiva do SPD tinha decidido, a 16 de Julho, não resistir com os recursos disponíveis, a fim de evitar provocar uma guerra civil. 

## Membros do governo do primeiro comissário

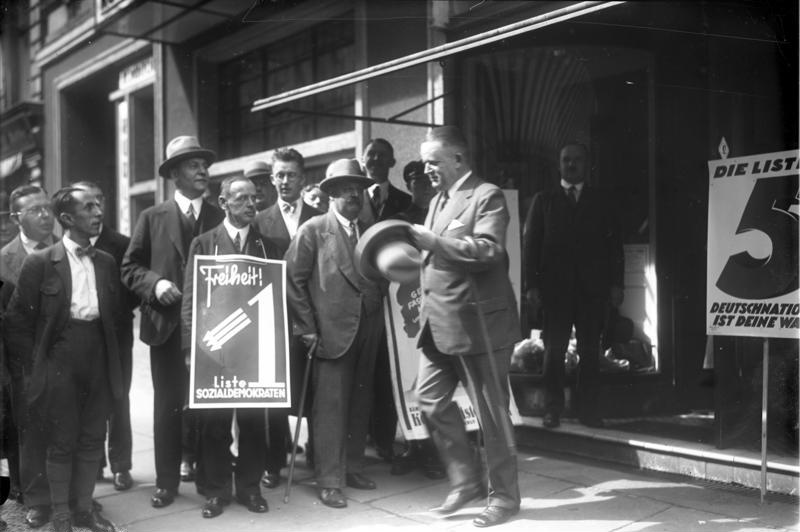
Franz Bracht (extrema direita, segurando o chapéu), Berlim, eleição para o Reichstag em 1932

- Ministério do Interior e Vice-Comissário do Reich de Franz von Papen e Vice-Chanceler do Reich: Franz Bracht, ex-Prefeito de Essen
- Comércio: Friedrich Ernst, Comissário do Reich para Supervisão Bancária no gabinete de Heinrich Brüning
- Finanças: Franz Schleusener, Secretário de Estado do Ministério das Finanças da Prússia
- Justiça: Heinrich Hölscher, Secretário de Estado do Ministério da Justiça da Prússia
- Cultura: Aloys Lammers, Secretário de Estado do Ministério da Ciência, Arte e Educação da Prússia
- Agricultura: Fritz Mussehl, Diretor Ministerial do Ministério da Agricultura da Prússia
- Bem-estar Público: Adolf Scheidt, Diretor Ministerial do Ministério do Bem-estar da Prússia

## Reação do governo estatal prussiano
Apesar de suas declarações anteriores, o governo prussiano se recusou a responder com violência própria à violência que o decreto nacional de emergência e emergência havia oficialmente sancionado. Implantação da polícia prussiana e do Reichsbanner Schwarz-Rot-Gold – uma organização formada por três partidos de centro e de centro-esquerda para defender a democracia parlamentar– foi rejeitado. Nem mesmo a resistência não violenta na forma de greve geral foi considerada porque não parecia viável em vista do alto desemprego durante a Grande Depressão. Também havia pouca perspectiva de sucesso em um apelo à desobediência civil por parte de funcionários públicos. Caso ocorresse resistência aberta, o governo previa a eclosão de uma guerra civil, especialmente no caso de um confronto armado entre a Reichswehr e a polícia estadual, o que ele queria evitar a todo custo. Além disso, o recurso legal ainda não tinha sido esgotado. 
Joseph Goebbels anotou no seu diário em 21 de julho: "Os vermelhos perderam a sua grande hora. Ela nunca mais voltará." 

## Processos judiciais: Prússia contra o Reich

### Pedido de liminar
Em 21 de julho de 1932, o governo prussiano apresentou um pedido de liminar e uma queixa constitucional ao Tribunal Estadual do Reich Alemão (Staatsgerichtshof für das Deutsche Reich). Os peticionários incluíam o Estado da Prússia, representado por Arnold Brecht do Ministério de Estado da Prússia, os grupos parlamentares do Partido Social-Democrata e do Partido do Centro no Landtag Prussiano, e também os estados da Baviera e Baden . Eles contestaram a constitucionalidade do decreto alegando que a Prússia não era ingovernável, como pressupunha o decreto. Eles, portanto, solicitaram uma liminar para proibir o comissário nomeado do Reich de exercer suas funções. O pedido foi rejeitado em 25 de julho de 1932 porque o tribunal não queria antecipar sua decisão final: para declarar inválido o decreto de emergência do presidente do Reich, teriam que ser apresentadas razões que ainda não estavam disponíveis ao tribunal. O tribunal declarou ainda que uma liminar temporária só seria emitida se parecesse necessária para evitar danos substanciais, mas qualquer dano que a Prússia pudesse sofrer sob o decreto de emergência não poderia ser provado na época. 

### Procedimentos orais
Na tempestuosa e amplamente divulgada audiência oral, Arnold Brecht destacou em defesa do Estado da Prússia que as condições semelhantes às de uma guerra civil na Prússia que levaram ao decreto de emergência foram desencadeadas pelo levantamento da proibição de uniformes e da SA em 14 de junho. A alegada "falta de liberdade interna" do governo prussiano não existia, mas a do governo do Reich em sua associação com os nacional-socialistas existia. Brecht tentou provar que o governo do Reich, em acordo com os nacional-socialistas, havia trabalhado propositalmente para remover o governo prussiano do poder com suas medidas anteriores. Ao fazer isso, queria desencorajar os nacional-socialistas. 
Georg Gottheiner, advogado administrativo e membro do DNVP, falou como principal representante do governo do Reich. Ele contestou a argumentação de Brecht, dizendo que não houve conluio com os nacional-socialistas. Sua "entusiasmo" aumentou precisamente por causa do "tratamento unilateral" do Partido pelo governo prussiano. A Prússia lutou contra o nacional-socialismo e favoreceu o comunismo. O levantamento da proibição da África do Sul deveria servir como uma “saída” para a raiva dos nazistas. 

### Decisão judicial
Em seu exame da existência de perturbação ou perigo significativo à segurança e ordem públicas, o Tribunal Estadual concluiu que o governo da Prússia era capaz de agir e continuou a agir de forma assertiva. O parágrafo 1 do decreto de emergência, portanto, não se aplicava: "No caso de um Estado não cumprir as obrigações que lhe são impostas pela Constituição do Reich ou pelas leis do Reich, o presidente do Reich pode fazer uso das forças armadas para obrigá-lo a fazê-lo" (Artigo 48 da Constituição de Weimar). 

O tribunal concluiu que os fatos do parágrafo 2 estavam presentes: "Se a segurança e a ordem públicas forem seriamente perturbadas ou ameaçadas..., o presidente do Reich poderá tomar as medidas necessárias para sua restauração, intervindo, se necessário, com a assistência das forças armadas" (Artigo 48). Nas palavras de Richard Wienstein, que foi conselheiro ministerial para questões de direito constitucional e administrativo na chancelaria do Reich:
O decreto do Presidente do Reich de 20 de julho de 1932 para a restauração da segurança e da ordem públicas no território do Estado da Prússia é compatível com a Constituição do Reich, na medida em que nomeia o Chanceler do Reich como Comissário do Reich para o Estado da Prússia e o autoriza retirar temporariamente os poderes oficiais dos ministros prussianos e assumir ele próprio esses poderes ou transferi-los para outras pessoas como comissários do Reich. A autorização, no entanto, não deve estender-se à privação do Ministério de Estado da Prússia e dos seus membros da representação do Estado da Prússia no Reichstag, no Reichsrat, ou em relação a outros estados.
A cooperação entre o governo Braun e o comissário do Reich, que foi indiretamente solicitada no julgamento, não foi possível desde o início. O governo do Reich anulou as disposições do julgamento e não pretendia devolver o poder governamental ao governo legítimo após a conclusão do trabalho temporário do comissário. 
A decisão justificou parcialmente ambos os lados e preservou o dualismo da Prússia e do Reich. Como a remoção do governo foi considerada ilegítima, a restauração do governo deveria de fato ter sido solicitada. No final, o tribunal capitulou diante dos fatos que haviam sido criados. O julgamento tolerou basicamente uma violação da constituição porque o tribunal evitou acusar o presidente do Reich desse ato.  O historiador Michael Stolleis avaliou o julgamento como um "marco na história constitucional que descreve a queda da República. Os comentadores da época sentiram isso, e foi visto como ainda mais à distância." 

### Reação pública
De acordo com o relato do historiador Dirk Blasius, o veredito foi percebido por quase todos como uma derrota bem-vinda ou um fracasso desajeitado do governo do Reich. Somente a imprensa que apoiou o governo pediu um passo decisivo adicional em direção a um estado autoritário. As “passagens políticas” do julgamento foram divulgadas pela maioria dos jornais e prepararam o terreno para a opinião popular posterior de que, numa época de insegurança e desordem, a lei de emergência tinha de ser usada para reprimir. 
O cientista político e historiador Karl Dietrich Bracher avaliou em 1955 o veredicto de compromisso como de "ambivalência grotesca", uma vez que a sua secção jurídica sustentava o ponto de vista prussiano, "enquanto o seu teor político básico, com a sua aquiescência ao que já tinha acontecido, acomodava o capricho golpista de um governo que era sustentado apenas pela autoridade do presidente do Reich e pelo poder da Reichswehr".  
Carl Schmitt, que representou Papen no julgamento junto com Erwin Jacobi [de] e Carl Bilfinger [de], posteriormente endossou a legalidade do golpe em um parecer especializado. 

## Decisão do tribunal
Entre a promulgação do decreto e a decisão do tribunal, o governo provisório de Papen substituiu os principais funcionários administrativos e policiais da Prússia. 
O governo Braun, reabilitado em termos de lei estadual, mas privado de seu poder real, reunia-se semanalmente para suas reuniões de gabinete como um chamado "governo soberano". O verdadeiro poder, no entanto, estava com os representantes da execução do Reich – o "Governo Comissário" sob Franz Bracht. Foi somente quando Adolf Hitler tomou o poder em 1933 que Hermann Göring, com a ajuda de Papen, garantiu um novo decreto de emergência de Hindenburg que depôs oficialmente o "governo soberano" de Braun. Sua resposta se limitou novamente a apresentar uma queixa ao Tribunal Constitucional do Estado em 7 de fevereiro de 1933. 

## Texto do decreto de emergência de 20 de julho de 1932
Decreto do presidente do Reich relativo à restauração da segurança e da ordem públicas na Grande Berlim e na Província de Brandemburgo, de 20 de julho de 1932: 
Com base no artigo 48 (1) e (2) da Constituição do Reich, decreto o seguinte para a restauração da segurança e da ordem públicas na Grande Berlim e na Província de Brandemburgo:
§ 1. Os artigos 114, 115, 117, 118, 123, 124 e 153 da Constituição do Reich Alemão serão suspensos até novo aviso. Portanto, restrições à liberdade pessoal do direito à livre expressão de opinião, incluindo a liberdade de imprensa, o direito de associação e reunião; interferência no sigilo da correspondência, correio, telégrafo e telefone; ordens de buscas domiciliares e apreensões e limitações de propriedade são permitidas fora dos limites legais determinados para elas.
§ 2. Após a promulgação deste decreto, o poder executivo passará ao Ministro da Defesa do Reich, que poderá transferi-lo aos comandantes militares. Para a implementação das medidas necessárias ao restabelecimento da segurança pública, toda a polícia de proteção [Schutzpolizei] da área designada estará diretamente subordinada ao titular do poder executivo.
§ 3. Quem infringir as ordens emitidas pelo Ministro da Defesa do Reich ou pelos comandantes militares no interesse da segurança pública ou incitar ou encorajar tal contravenção, será punido com prisão [Gefängnis[a]] ou uma multa de até 15.000 Reichsmarks, a menos que as leis existentes prevejam uma pena mais elevada. Quem causar um perigo comum à vida humana por uma infração de acordo com o parágrafo 1 será punido com pena de prisão [Zuchthaus[b]], em circunstâncias atenuantes com Gefängnis não inferior a 6 meses e, se o delito causar perda de vida humana, com a morte, em circunstâncias atenuantes com Zuchthaus de não menos de 2 anos. Além disso, o confisco de propriedade pode ser imposto. Qualquer pessoa que incite ou encoraje uma infração perigosa para o público (parágrafo 2) será punida com Zuchthaus, e em circunstâncias atenuantes por Gefängnis por não menos de 3 meses.
§ 4. Os crimes puníveis com prisão perpétua segundo o Código Penal §§ 81 (alta traição), 302 (incêndio criminoso), 311 (explosão), 312 (inundação), 315 parágrafo. 2 (danos às instalações ferroviárias) serão puníveis com a morte se cometidos após a promulgação do decreto; sob a mesma condição, a pena de morte pode ser imposta no caso do Código Penal § 92 (traição); da mesma forma nos casos do § 125 parágrafo. 2 (líderes de gangues e aqueles que cometem atos de violência como parte de gangues) e § 115 parágrafo. 2 (líderes e resistentes durante motins), se o perpetrador cometeu o ato de resistência pela força ou ameaça com armas ou em um encontro consciente e deliberado com pessoas armadas.
§ 5. A pedido do titular do poder executivo, tribunais extraordinários serão criados pelo Ministro da Justiça do Reich. A jurisdição desses tribunais incluirá, além dos delitos listados no § 9 do Decreto do presidente do Reich de 29 de março de 1921, os delitos e crimes previstos no § 3º deste decreto.
§ 6. Este Decreto entrará em vigor após sua promulgação.

Neudeck e Berlim, 20 de julho de 1932: Presidente do Reich, von Hindenburg – Chanceler do Reich, von Papen – Ministro do Interior do Reich, Barão von Gayl – Ministro das Forças Armadas do Reich, von Schleicher.